# Gurdane
Gurdane az Amerikai Egyesült Államok Oregon államának Umatilla megyéjében elhelyezkedő önkormányzat nélküli település.
Temetőjét az 1900-as évek elejéig használták. A posta 1890–1891-ben működött.